# George Henry Boker
George Henry Boker (Filadelfia, 6 ottobre 1823 – Filadelfia, 2 gennaio 1890) è stato un drammaturgo e poeta statunitense.

## Biografia

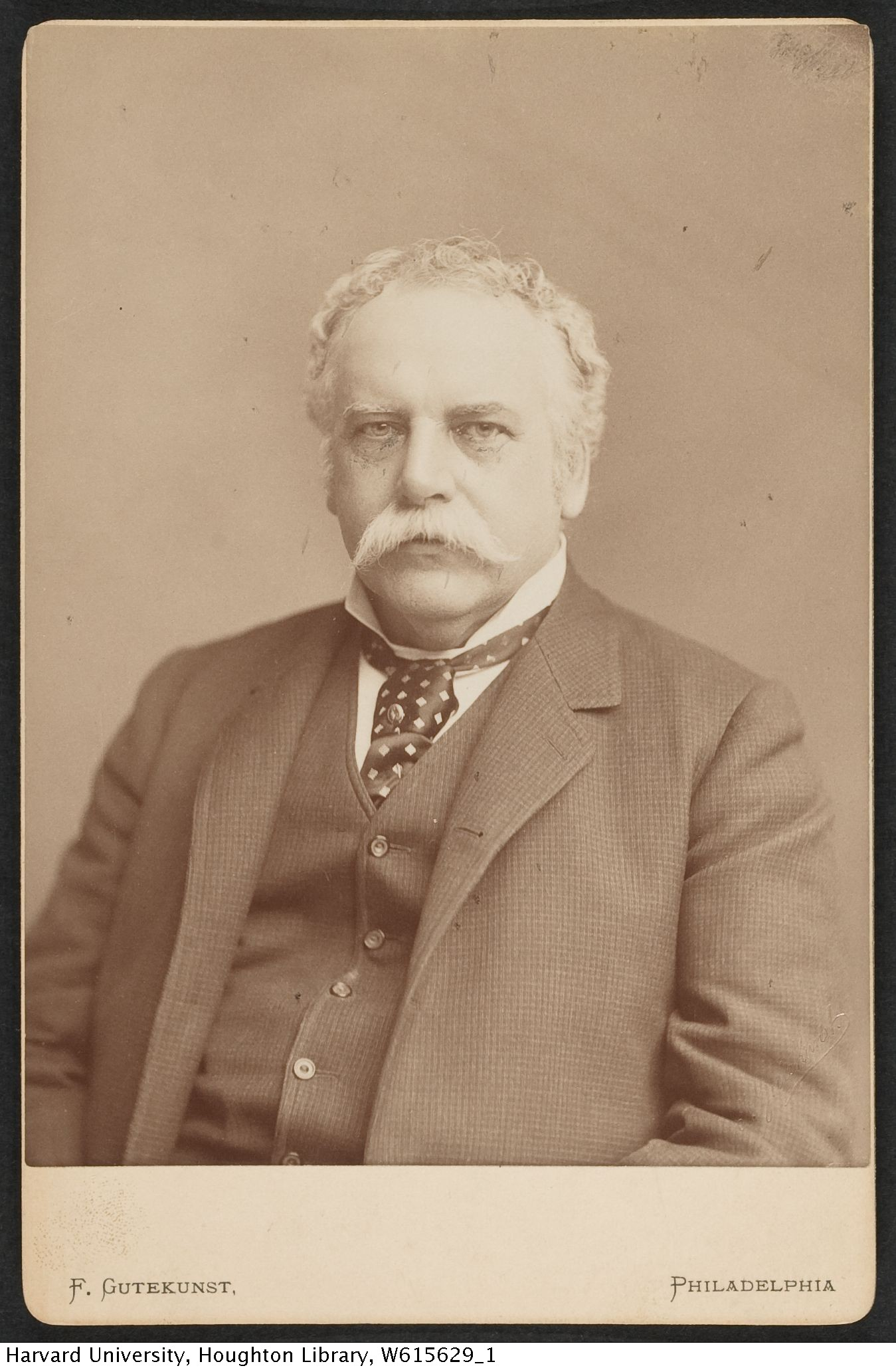
George Henry Boker intorno al 1890

George Henry Boker nacque a Filadelfia il 6 ottobre 1823, figlio di un benestante banchiere, che diventò famoso salvando la Gerard National Bank dopo i problemi del 1837 e ripristinandola alla solvibilità.
Boker frequentò l'Università di Princeton, laureandosi nel 1842, dove si meritò la stima come giovane poeta di talento, e iniziò poi a studiare legge a Filadelfia, ma alla fine abbandonò questo propositi per dedicarsi alla letteratura.
Colto rappresentante di una borghesia illuminata fu poeta, drammaturgo e diplomatico, Boker partecipò alla fondazione dell'Union Club (ora Union League of Philadelphia) nel 1862, necessaria per raccogliere fondi per la guerra di secessione americana e incoraggiare l'arruolamento.
Dopo la guerra, Boker è stato ministro-ambasciatore in Turchia (1871-1875) e in Russia (1875-1879).
Le raccolte di poesie di Boker includono Poes of the War (1864); Konigsmark (1869); The Book of the Dead (1882).
Tra i suoi drammi storici si possono menzionare: Calynos (1848), scritta per combattere i pregiudizi razziali, dato che il protagonista, un nobile spagnolo, solamente per avere una lontana origine araba, fallisce a causa dell'intolleranza; Anne Boleyn (1849); The Betrothal (1850), una commedia ambientata nella Toscana rinascimentale che ottenne un grande successo; Leonore de Guzman (1853); Francesca da Rimini (1855), generalmente considerato il suo miglior lavoro, di successo duraturo, nel quale trasforma la storia di Paolo e Francesca in una critica ponderata dell'aristocrazia corrotta dell'Europa; perfettamente riuscita nella rappresentazione scenica, quest'opera d'ispirazione dantesca evidenziò un'eloquenza che si trova raramente nei versi sciolti anglo-americani, e un ritratto brillante di vita medievale con caratteri stupendi quali quelli di Lanciotto e di Francesca.
Sebbene non sia stato popolarissimo come poeta, Boker era un noto drammaturgo durante la metà del XIX secolo e le sue opere teatrali furono rappresentate a Londra, New York e Philadelphia.
Dopo la sua permanenza in Russia, Boker tornò a Filadelfia, dove visse fino alla sua morte, il 2 gennaio 1890.

## Opere

### Poesie
- Poes of the War (1864);
- Konigsmark (1869);
- The Book of the Dead (1882).

### Teatro
- Calynos (1848);
- Anne Boleyn (1849);
- The Betrothal (1850);
- Leonore de Guzman (1853);
- Francesca da Rimini (1855).